# The Wizard of Oz (musical 2011)
The Wizard of Oz è un musical basato sul film Il mago di Oz del 1939, basato a sua volta sul romanzo Il meraviglioso mago di Oz del 1900 di L. Frank Baum. Il musical usa le canzoni di Harold Arlen e Yip Harburg del film, più alcune appositamente composte da Andrew Lloyd Webber e Tim Rice. L'adattamento del libretto è di Andrew Lloyd Webber e Jeremy Sams. Il musical ha debuttato il 1º marzo 2011 al London Palladium, nel West End di Londra, ed il ruolo di Dorothy Gale è stato ricoperto da Danielle Hope, vincitrice del talent show Over the Rainbow. Le anteprime dello show erano cominciate il 7 febbraio 2011.

## Storia dello spettacolo

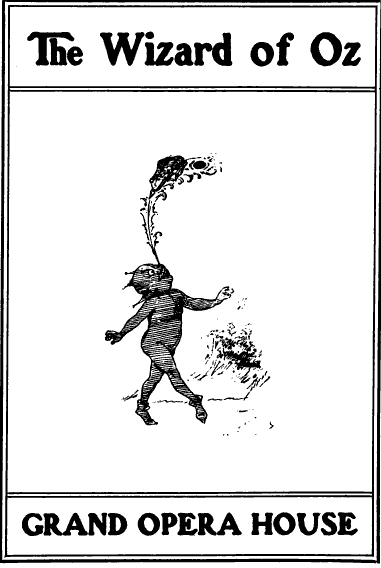
Locandina del musical di Broadway del 1902: The Wizard of Oz, una stravaganza musicale

Tutti gli adattamenti teatrali de “Il Mago di Oz” derivano da un musical dello stesso Baum The Wizard of Oz. Questo primo musical debuttò a Chicago nel 1902 e l'anno successivo giunse a Broadway, per poi chiudere dopo nove anni di tour. Sarà poi il film del 1939 a dare maggior notorietà al romanzo originale ed alcune delle caratteristiche più celebri, come, ad esempio, il colore verde della pelle della Strega dell'Ovest. Già due produzioni teatrali del “Mago di Oz” hanno utilizzato le canzoni del film. Una nel 1945 al St. Louis Municipal Opera (MUNY), con la sceneggiatura di Frank Gabrielson dal romanzo, ma con alcune differenze rispetto al film, pur usando la gran parte delle canzoni; l'altra nel 1987 dalla Royal Shakespeare Company (RSC), con sceneggiatura di John Kane praticamente identica a quella del film. Entrambe le produzioni sono diventate molto popolari nel Regno Unito.
The Wizard of Oz è il diciottesimo musical di Andrew Lloyd Webber. Lloyd Webber e Tim Rice hanno già collaborato più volte a partire dal 1965, scrivendo  The Likes of Us, Joseph and the Amazing Technicolor Dreamcoat, Jesus Christ Superstar, Cricket e Evita.
The Wizard of Oz è la prima nuova produzione nel West End di Rice e Lloyd Webber dopo trent'anni dall'ultima loro collaborazione teatrale. Per creare questo nuovo musical Lloyd Webber e Rice hanno collaborato con il regista Jeremy Sams per creare un adattamento teatrale del film del 1939, aggiungendo sette nuove canzoni. In un'intervista Lloyd Webber ha dichiarato di aver aggiunto canzoni apposta per il personaggi del Mago di Oz/Dottor Marvel e per la malvagia Strega dell'Ovest.

## Trama

### Primo Atto
Dorothy è un'adolescente che vive nel Kansas con sua zia Em, suo zio Henry e con il cagnolino Toto, ma la ragazza è infelice, e pensa che gli zii non la capiscano (Nobody Understands Me). Ad aggravare la situazione si aggiunge l'odiosa Miss Gulch che minaccia di chiamare lo sceriffo per far abbattere Toto, dopo che il cane le aveva morso la gamba. Dorothy è più che mai infelice, e vorrebbe scappare lontano in qualche posto bellissimo, magari oltre l'arcobaleno (Over the Rainbow).
La ragazza decide di attuare i propri piani e scappa dalla fattoria con Toto. Lungo la strada incontra l'eccentrico Professor Marvel che le parla delle meraviglie del mondo (The Wonders of the World). Tuttavia, il racconto del professore e presto interrotto dall'arrivo di un potente uragano. Il professore corre al riparo e consiglia a Dorothy di fare altrettanto.
Quando però Dorothy arriva alla fattoria, non trova più gli zii e, agitandosi, inciampa e picchia la testa contro la sponda del letto. La casa viene portata via da una tromba d’aria.
Quando Dorothy si sveglia, si ritrova nel Regno di Oz. Qui viene accolta dal popolo dei Munchkin in festa e la stessa Glinda, la strega buona del Sud ringrazia lei e Toto di aver ucciso la malvagia Strega dell'Est (Come Out, Ding Dong the Witch is Dead). Infatti la casa, atterrando in Oz, aveva schiacciato la Strega, che da anni opprimeva il popolo Munchkin. Glinda, regala a Dorothy le magiche scarpe di rubino, appartenuta alla defunta strega, facendo così infuriare sua sorella, la malvagia Strega dell'Ovest, che promette alla ragazza di riuscire a strapparle le scarpette magiche. Glinda bacia Dorothy sulla fronte, benedicendola, e le dice che forse il Mago di Oz sarà capace di rimandarla a casa, e le spiega come raggiungerlo (Follow the Yellow Brick Road). Dorothy, allora, parte alla volta della città di Smeraldo, incoraggiata dai Munchkin (You're Off to See the Wizard).
Durante la strada, Dorothy incontra uno spaventapasseri parlante, che le chiede di poter venire con lei nella Città di Smeraldo per chiedere al Mago quello che più desidera: un cervello (If I Only Had a Brain). Dorothy accetta di buon grado, e i due riprendono il cammino (We're Off to See the Wizard). Durante il viaggio si unisce a loro anche l'Uomo di Latta, desideroso di avere un cuore (If I Only Had a Heart). Tuttavia, i tre compagni trovano un ostacolo nella Malvagia Strega dell'Ovest, che scaglia una palla di fuoco contro lo spaventapasseri, che si salva per poco. Il trio, dopo che la strega se ne è andata, riprende il suo cammino per la città di smeraldo (We're Off To See The Wizard). Nell'oscurità della foresta, il trio incontra un leone codardo, che decide di venir con loro per chiedere al mago un po' di coraggio (If I Only Had the Nerve). Il quartetto, allora, continua la sua strada verso la città di smeraldo (We're Off To See The Wizard).
Usciti dalla foresta, i quattro scorgono già in lontananza la città di smeraldo, ma la Strega li ostacola nuovamente avvelenandoli con dei papaveri soporiferi. Ma, ancora una volta, Glinda li salva facendo nevicare sul campo e uccidendo i papaveri. Superato quest'ultimo ostacolo, il gruppo arriva alla Città di Smeraldo e, dopo aver convinto il guardiano a farli entrare, vengono accolti a braccia aperte e preparati per incontrare il Mago (Merry Old Land of Oz).
Così, Dorothy, Toto, lo spaventapasseri, il leone e l'uomo di latta sono introdotti alla presenza del Grande e Terribile Mago di Oz, che si presenta sotto le sembianze di un'enorme testa verde.
Il Mago, però, dice che non avrebbe esaudito nessuno dei loro desideri se prima non gli avessero portato la scopa della strega dell'Ovest come pregno della morte della terribile fattucchiera (Bring Me the Broomstick)

### Secondo Atto
I quattro, in compagnia di Toto, si infiltrano così in una foresta tenebrosa, sempre più tristi e scoraggiati (We Went To See the Wizard). La strega non è però decisa ad accoglierli e spedisce le sue scimmie volanti a rapire Dorothy e ad eliminare i suoi quattro compagni ("March of the Winkies", "Red Shoes Blues").  Questi, volando, giungono in poco tempo nella foresta oscura, rapiscono la ragazzina e il suo cane, disarmano l'uomo di latta e smontano lo spaventapasseri.
La giovane viene condotta in presenza della strega, che vuole impossessarsi a tutti i costi delle scarpette appartenute alla sorella e le impone un ultimatum: o le consegna le scarpette magiche o sarebbe morta entro un'ora ("Red Shoes Blues" (reprise)) .
Il cagnolino però, sfuggito dal castello, raggiunge lo spaventapasseri, il leone e l'uomo di latta, guidandoli così verso il castello della strega (If we only Had A Plan, March of Winkies Reprise). La Strega allora, prova ad uccidere lo Spaventapasseri, ma Dorothy le lancia contro dell'acqua, che scioglie la strega. Le persone schiavizzate dalla strega festeggiano Dorothy e la riacquisita libertà ("Hail – Hail – The Witch is Dead").
Il mago non sa come rispondere a Dorothy e ai suoi compagni che gli conducono la scopa della strega. Decide dunque di esaudire i loro desideri il giorno dopo. La ragazzina si lamenta con lui e scopre, grazie all'aiuto di Toto, che questi non è un mago ma un semplice essere umano, che ha truffato l'intero popolo. È un uomo qualsiasi persosi nel mondo di Oz, dopo un viaggio in mongolfiera (You Went To See the Wizard).
Questi riesce però ad esaudire i desideri degli amici di Dorothy: lo spaventapasseri ha dimostrato di essere molto intelligente, ha solo bisogno di un attestato che confermi la propria cultura; il leone, benché fifone, ha saputo affrontare pericoli per salvare Dorothy, è dunque premiato con una medaglia; l'uomo di latta si è dimostrato di buon cuore, disponibile e affettuoso, gli viene dunque donato un orologio a forma di cuore che gli ricordi come, benché privo di un cuore vero, egli sappia comunque amare.
Il mago decide però di aiutare anche Dorothy, rispolverando la sua vecchia mongolfiera per tornare in Kansas con la ragazzina e assegna ai tre amici di Dorothy di diventare i nuovi reggenti della città. Mentre il popolo acclama il proprio sovrano in partenza, Dorothy saluta gli amici e sale sul pallone volante. Toto però scende da esso per inseguire un gatto. Il mago di Oz non riesce a fermare la mongolfiera e vola via da solo (The Wizard's Departure). Ad assicurare il ritorno a casa per la ragazzina è Glinda, che gli rivela come siano le scarpette della strega dell'Est, battute tre volte, a poter esaudire i desideri. Dorothy, felice, può così tornare nel Kansas  ("Already Home").
Si ritrova nel proprio letto, circondata dalla zia Emma, dallo zio Henry, Zeke, Hickory ed Hunk e perfino dal professor Meraviglia. Riconosce allora nei tre contadini il leone, l'uomo di latta e lo spaventapasseri e nel professor Marvel il mago di Oz (Finale), e dichiara che nessun posto sia bello quanto casa propria.

## Produzione
Il musical ha iniziato le anteprime a partire dal 7 febbraio 2011 al London Palladium di Londra, mentre la prima ufficiale è avvenuta il 1º marzo. Il ruolo di Dorothy Gale è interpretato da Danielle Hope, vincitrice del talent show Over the Rainbow; il Mago di Oz è interpretato da Michael Crawford, che torna nel mondo del musical dopo cinque anni d'assenza. La concorrente classificatasi seconda nel talent show Over the Rainbow, Sophie Evans, interpreta Dorothy dall'8 marzo e tutti i giovedì a seguire, nonché in settimane scelte in maggio e settembre. Hannah Waddingham ha interpretato il ruolo della malvagia Strega dell'Ovest fino al 24 settembre 2011, quando è stata sostituita da Marianne Benedict. Michael Crawford e Danielle Hope lasciano il musical il 5 febbraio 2012. La Evans sostituisce la Hope nel ruolo di Dorothy a tempo pieno a partire dal 7 febbraio, mentre la settimana successiva Crawford viene sostituito con l'astrologo inglese Russell Grant, con un ingaggio limitato di dodici settimane.
Il musical è prodotto da Andrew Lloyd Webber e Bill Kenwright, con la regia di Jeremy Sams, le coreografie di Arlene Phillips e le scenografie e costumi di Robert Jones.

## Brani musicali
Molte delle canzoni sono state prese dal film musicale del 1939 di Harold Arlen e Yip Harburg, e nuovi brani sono stati scritti da Andrew Lloyd Webber e Tim Rice. Le nuove canzoni sono state scritte per i personaggi nuovi o che assumono maggior importanza rispetto a quelli del film, come il Professor Marvel ("The Wonders of the World") e la malvagia strega dell'Ovest (“The Witch's Song”). Una canzone del film non messa nel musical è “If I Were King of Forest”.

### Primo atto
1. "Overture" – Orchestra e Ensemble
2. "Nobody Understands Me" (Nessuno mi capisce) – Dorothy, Zia Emma, Zio Henry, Hunk, Hickory, Zeke, Miss Gulch
3. "Over the Rainbow" (Oltre l'arcobaleno) – Dorothy
4. "The Wonders of the World"(Le meraviglie del mondo) – Professor Marvel
5. "Come Out" / "Ding! Dong! The Witch is Dead" / "Follow the Yellow Brick Road" (Venite fuori /Ding! Dong! La strega è morta! Segui la strada di mattoni gialli)– Glinda, Dorothy e i Munchkins
6. "If I Only Had a Brain" (Se solo avessi un cervello) – Spaventapasseri
7. "We're Off to See the Wizard" (Andiamo a vedere il mago) – Dorothy e lo spaventapasseri
8. "If I Only Had a Heart" (Se solo avessi un cuore) – Uomo di latta
9. "If I Only Had the Nerve" (Se solo avessi il coraggio) – Leone
10. "We're Out of the Woods" (Siamo fuori dalla foresta)  – Dorothy, Leone, Spaventapasseri, Uomo di latta e ensemble
11. "The Merry Old Land of Oz" (La felice vecchia terra di Oz) – Company
12. "Bring Me the Broomstick" (Portami la scopa volante)– Il mago

### Secondo atto
1. "Entr'acte" – Orchestra
2. "We Went to See the Wizard" (Siamo andati a vedere il mago) – Dorothy, Spaventapasseri, uomo di latta e leone
3. "March of the Winkies" (La Marcia degli Winki) – Ensemble
4. "The Witch's Song" (La canzone della strega) – Strega malvagia e Winkies
5. "Over the Rainbow" (reprise) (Oltre l'arcobaleno) – Dorothy
6. "If We Only Had a Plan" (Se solo avessimo un piano) – Spaventapasseri, uomo di latta e leone
7. "March of the Winkies" (reprise) – Ensemble, Spaventapasseri, uomo di latta e leone
8. "Hail – Hail – The Witch is Dead" (Gioite! Gioite! La strega è morta)– Ensemble
9. "You Went to See the Wizard" (Eri venuta a vedere il mago) – The Wizard
10. "As Good As Home" (Bello come casa) – Glinda, Dorothy e Ensemble

## Cast
| Personaggio                                 | Cast originale londinese | Ultimo cast londinese |
| ------------------------------------------- | ------------------------ | --------------------- |
| Dorothy Gale                                | Danielle Hope            | Sophie Evans          |
| il Meraviglioso Mago di Oz/Professor Marvel | Michael Crawford         | Des O'Connor          |
| lo Spaventapasseri/Hunk                     | Paul Keating             | Paul Keating          |
| l'Uomo di latta/Hickory                     | Edward Baker-Duly        | Edward Baker-Duly     |
| il Leone codardo/Zeke                       | David Ganly              | Martin Callagham      |
| la malvagia Strega dell'Ovest/Miss Gulch    | Hannah Waddingham        | Marianne Benedict     |
| Glinda                                      | Emily Tierney            | Emily Tierney         |
| Zia Emma /Avvocato dei Munchkin             | Helen Walsh              | Kate Coysten          |
| Zio Henry                                   | Stephen Scott            | Stephen Scott         |

## Edizioni discografiche
Il 9 maggio 2011 è uscita un'incisione discografica dell'intero musical con gli interpreti originali di Londra, tra i quali Michael Crawford.

## Critica
Già dalla notte della prima si sono mostrati grandi apprezzamenti della critica, soprattutto per quanto riguarda l'aspetto visivo degli effetti speciali, specialmente per la scena del ciclone e del viaggio di Dorothy dal Kansas alla terra di Oz. Molte critiche favorevoli o positive sono state scritte dai giornalisti di The Telegraph, The Independent (che ha assegnato al musical quattro stelle su cinque), Evening Standard (quattro su cinque) e The Guardian (tre stelle su cinque), che ha particolarmente apprezzato le nuove canzoni di Webber e Rice. Recensioni negative sono state scritte da Quentin Letts per il Daily Mail, che ha criticato la resa scenica e canora di Danielle Hope ed ha definito lo spettacolo “una pantomima appena decente”

## Premi e nomination

### Produzione originale londinese
| Anno | Premio                                      | Categoria                                      | Nominato          | Risultato       | Riferimenti |
| ---- | ------------------------------------------- | ---------------------------------------------- | ----------------- | --------------- | ----------- |
| 2012 | Laurence Olivier Award                      | Miglior revival                                | Miglior revival   | Candidato/a     | [ 11 ]      |
| 2012 | Whatsonstage.com Theatergoers Choice Awards | Miglior revival                                | Miglior revival   | Vincitore/trice | [ 12 ]      |
| 2012 | Whatsonstage.com Theatergoers Choice Awards | Miglior attrice non protagonista in un musical | Hannah Waddingham | Vincitore/trice | [ 12 ]      |
| 2012 | Whatsonstage.com Theatergoers Choice Awards | Esordiente dell'anno                           | Danielle Hope     | Candidato/a     | [ 12 ]      |
| 2012 | Whatsonstage.com Theatergoers Choice Awards | Miglior scenografia                            | Robert Jones      | Candidato/a     | [ 12 ]      |